# Portlligat

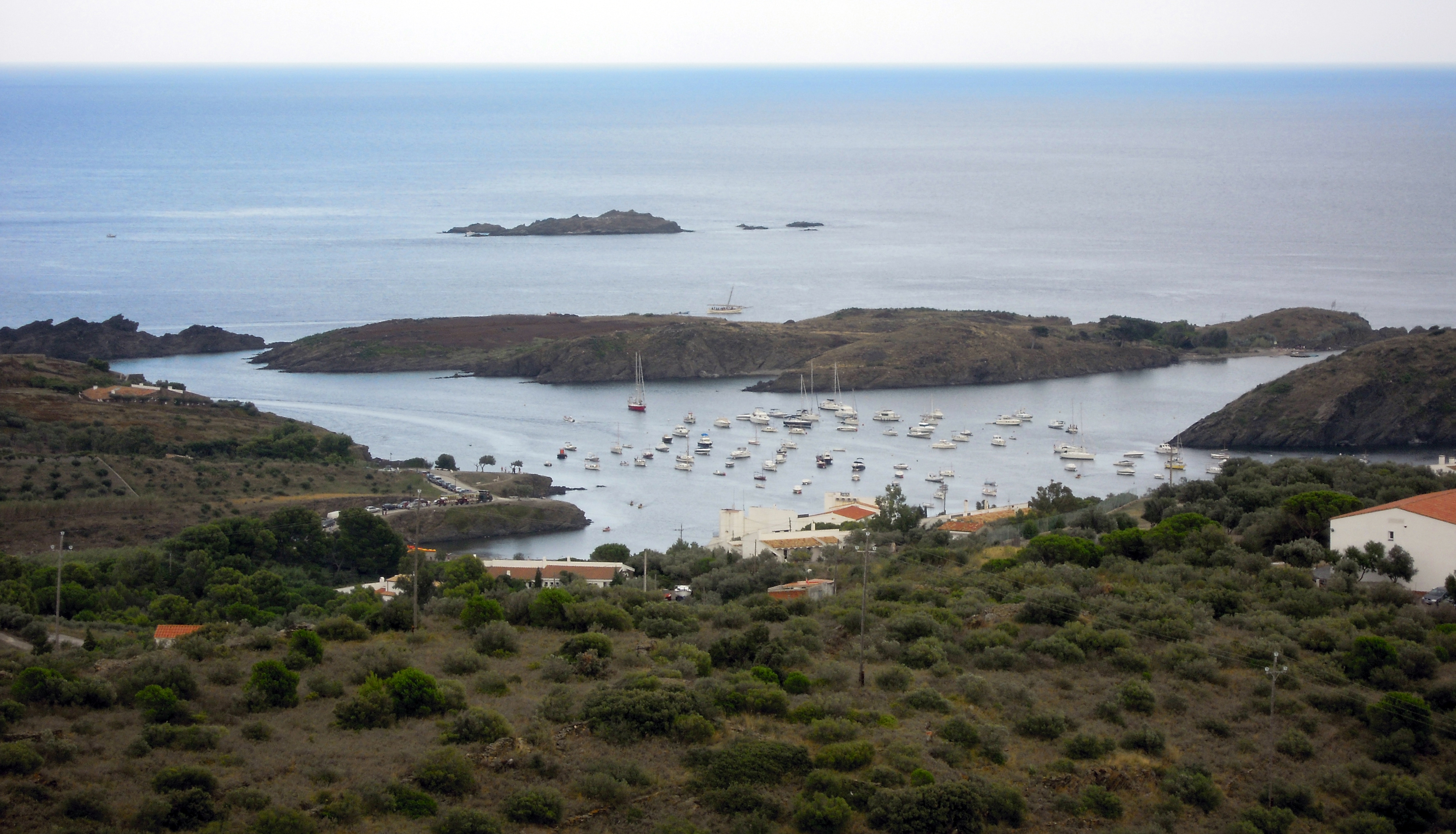
Vista de Portlligat, amb l'Illa de Portlligat al mig i Messina al fons.

Portlligat és un nucli de població del municipi de Cadaqués (Alt Empordà), situat geogràficament al Cap de Creus.

## Geografia
L'orografia de Portlligat està caracteritzada per una petita badia separada de la Mediterrània pel "tap" que fan la gran Illa de Portlligat (imatge que va ser immortalitzada per Dalí en algunes de les seves obres, com ara La madonna de Portlligat, Crucifixió i L'últim sopar), i la petita Sa Farnera.
La boca d'entrada a la badia de Portlligat per mar és el canal que s'obre entre Sa Farnera i el litoral, però també s'hi pot accedir pel petit pas que hi ha entre l'Illa de Portlligat i el litoral, Ses Buquelles, tot i que, per la seva poca profunditat i la gran quantitat de roques que vetllen, només és apta per a embarcacions molt petites.
Portlligat és una de les zones on es troba mica lepidolita.

## Economia
Donada la seva geografia, Portlligat queda molt recollit i això va fer que tradicionalment fos la base de molts dels pescadors de Cadaqués, amb la pesca sobretot de la llagosta, però actualment ben pocs queden que hi amarrin.
Actualment Portlligat és conegut internacionalment per haver estat el lloc de residència de Salvador Dalí en la casa avui anomenada Casa-Museu Salvador Dalí, que es pot visitar. S'hi conserven algunes barraques de pescadors i hi ha dos hotels. És per tant, i eminentment, un lloc turístic on, per altra banda, les edificacions que s'hi han fet són esparses i poc visibles des del mar o la riba.
També hi visqué la poeta Rosa Leveroni, enterrada al cementiri del lloc.

## Galeria d'imatges

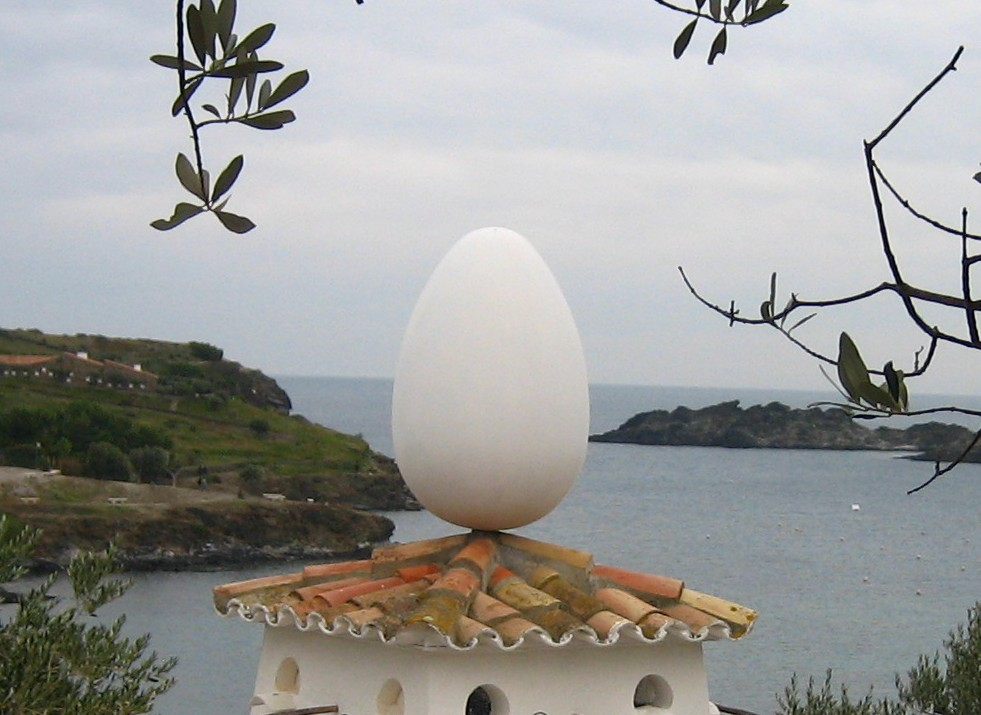
Portlligat des de la Casa-Museu de Salvador Dalí
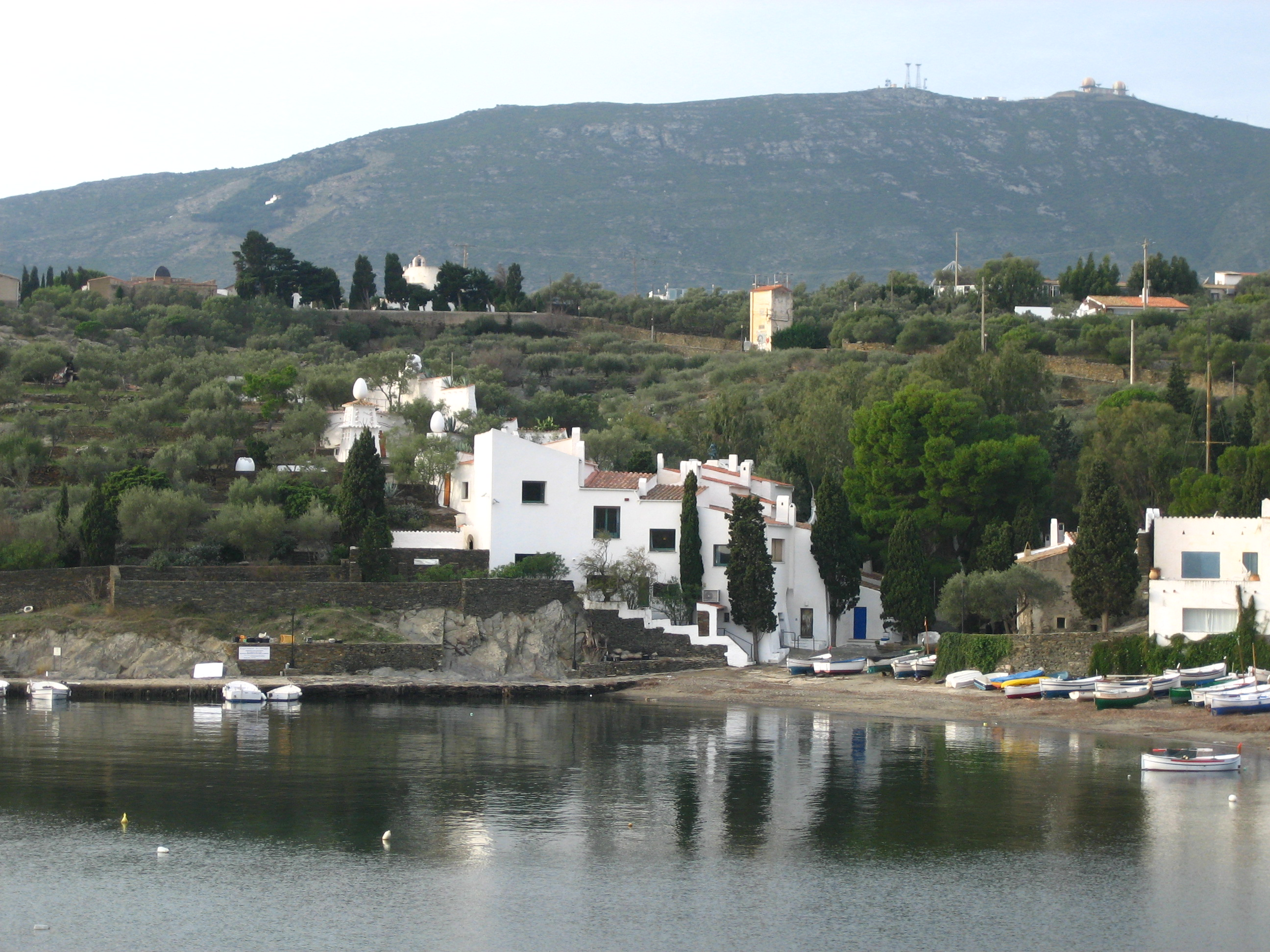
Vista general de la Casa-Museu de Salvador Dalí a Portlligat
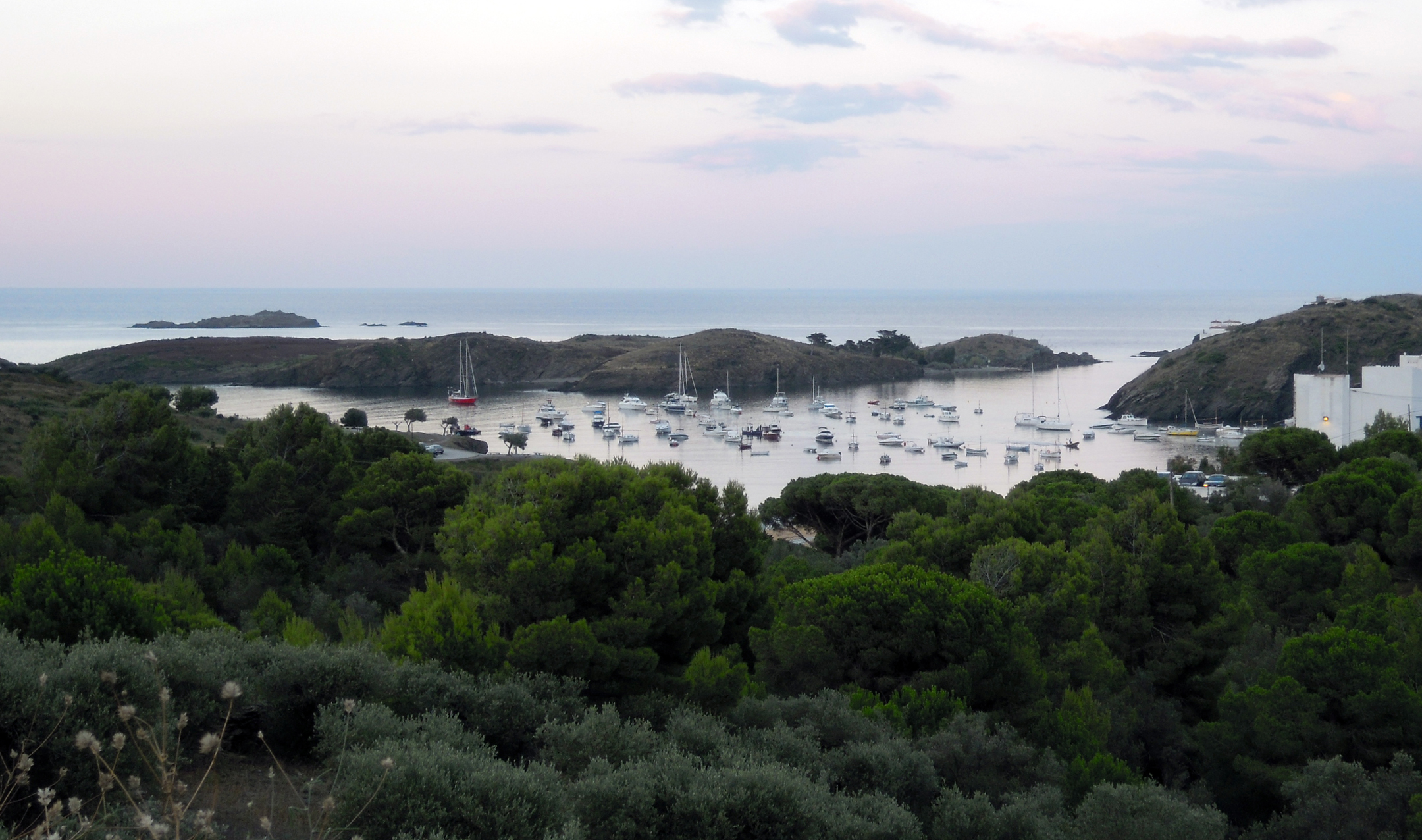
Panoràmica de Portlligat amb el pas de Ses Buquelles a la dreta